# Euphaea splendens
Euphaea splendens är en trollsländeart som beskrevs av Hagen in Selys 1853. Euphaea splendens ingår i släktet Euphaea och familjen Euphaeidae. Inga underarter finns listade i Catalogue of Life.